# تحصیل کوتلی ستیان
تحصیل کوتلی ستیان (به انگلیسی: Kotli Sattian Tehsil) یک تحصیل در پاکستان است که در پنجاب واقع شده‌است.